# Exosfera
A exosfera é a camada mais externa da atmosfera da Terra, marcando a transição para o espaço sideral. Localiza-se acima da termosfera, a uma altitude que varia de 500 a 1000 km, dependendo da atividade solar, e se estende por dezenas de milhares de quilômetros. O nome "exo" significa "para fora", refletindo sua posição.

## Características
Essa camada é a zona de transição final da atmosfera para o meio interplanetário. É extremamente rarefeita, composta principalmente por átomos de hidrogênio e hélio. Suas temperaturas podem atingir entre 1000°C e 2000°C, variando conforme a atividade solar, a latitude e a hora do dia. Apesar da alta temperatura, objetos como naves espaciais e satélites não se aquecem significativamente, pois a densidade atmosférica é tão baixa que a troca de calor é mínima.
Devido à sua baixa densidade e alta temperatura, grande parte dos átomos e moléculas nessa altitude se encontram ionizados, formando um plasma que não se comporta como um gás.